# 巨人の惑星
『巨人の惑星』（きょじんのわくせい、Land of The Giants）は、1968年から1970年まで、アメリカ合衆国のABCネットワークで、2シーズン51話が放映されたSF特撮テレビ番組。60分、カラー作品。
日本（関東地区）では、1969年から1970年にかけて、東京12チャンネル（現テレビ東京）で、第1シーズン分の26話が放映された。また、地域によっては「巨人国」というタイトルで放映された。

## あらすじ
1983年6月12日、ロサンゼルスからロンドンに向かっていた定期旅客宇宙船612便"スピンドリフト号（The Spindrift）"は、謎の光（磁気嵐）に包まれて軌道ルートをはずれてしまい、地球に良く似た謎の惑星に不時着する。
宇宙船に乗っていたのは、乗員のスティーブ・バートン機長、ダン（副操縦士）、ベティ（スチュワーデス）と、乗客のマーク（エンジニア）、ヴァレリー（資産家令嬢）、挙動不審なフィッツ中佐、バリー（12歳の少年）と、その飼い犬チップスだった。近辺の調査に向かったバートン機長らは、通常の12倍もの大きさをもつ巨大な植物や昆虫と遭遇する。小さな彼らにとって、昆虫や小動物は恐ろしい猛獣・怪獣も同然だった。やがて巨大な人間の姿を発見した彼らは、この星が「巨人の惑星」だと確信する。彼らは、小人（巨人から見た地球人）の存在を知って捕らえようとする巨人から逃げ、なんとか宇宙船を修理して脱出しようと苦闘を開始した。
巨人の住む市街や集落は、地球のアメリカ合衆国に酷似していたが、独裁体制下にあることが、次第に明らかになる。
科学技術は地球より30年遅れ、宇宙旅行も実現されていない。そのため、珍しい小人としてだけではなく、彼らの宇宙船やその技術もが狙われることになる。ほどなく彼らは賞金を掛けられ、小人専従捜査官のコービックも登場し、いっそう執拗に探索される。だが、ときには友好的な巨人の助力も得ながら、彼らは地球への帰還を模索し続ける。

## 背景
本シリーズは、アーウィン・アレンが制作していた「原子力潜水艦シービュー号」が視聴率不振で打ち切りが決定したため、その後番組として同じアレンにより制作された。
1話完結形式で、誰かが巨人に捕らわれ、それを仲間が救い出すという展開が多い。地球人たちは、サバイバルのために、巨人が捨てたり放置したりした物品で道具を作った。例えば、乾電池と豆電球で作った前照灯（乾電池を背負って持ち運ぶ）、マッチ棒にカミソリの刃をつけた手斧、結び目のこぶを作った糸を安全ピンに結わえつけた縄梯子などだ。彼らは、ドアの下の隙間や通気口から巨人の建物に侵入し、ビルほどもある机を縄梯子でよじ登るが、こうしたアクションが見せ場の一つになっていた。
巨人と地球人との対比を表現するため、地球人同士のシーンは普通に撮影し、地球人から見た巨人は下から広角レンズであおって撮影、巨人から見た地球人は上から引いて撮影するなどの方法がとられた。巨人の街や家の中のシーンは、巨大な消火栓や家具などのセットを作って撮影。巨人と地球人がいっしょに映るシーンは、光学合成が使われている。
アレン制作のSFテレビドラマ・シリーズは、「宇宙家族ロビンソン」、「原子力潜水艦シービュー号」、「タイムトンネル」、そして本作の「巨人の惑星」があるが、その中で本作は初めてアフリカ系アメリカ人のレギュラー出演者（ダン役のドン･マーシャル）が登場したことでも知られている。
スタート当初は、ガリバー旅行記巨人国編のSF版といった設定がもの珍しく受け止められたものの、視聴率を長く維持することは出来ず、2シーズンで打ち切りとなった。このため同じアレン制作の「タイムトンネル」同様、元の世界に戻ることなく未完となってしまった。そしてそれは、「宇宙家族ロビンソン」に始まる、一連のアレン制作SFテレビドラマ・シリーズの終了となった。

## スタッフ
- 製作：アーウィン・アレン、20世紀フォックス
- 音楽：ジョン・ウィリアムズ

## キャスト
- スティーブ・バートン機長：ゲリー・コンウェイ（Gary Conway）（声の出演：広川太一郎）
- ダン・エリックソン副機長：ドン・マーシャル（Don Marshall）（声の出演：朝倉宏二）
- ベティ・ハミルトン：ヒーザー・ヤング（Heather Young）（声の出演：杉山佳寿子）
- マーク・ウィルソン：ドン・マシスン（Don Matheson）（声の出演：家弓家正）
- ヴァレリー・エイムズ・スコット：ディアナ・ランド（Deanna Lund）（声の出演：武藤礼子）
- アレキサンダー・B・フィッツ中佐：カート・カズナー（Kurt Kasznar）（声の出演：滝口順平）
- バリー・ロックリッジ：ステファン・アーングリム（Stefan Arngrim）（声の出演：深井正延）
- コービック：ケビン・ハーゲン（Kevin Hagen）（声の出演：羽佐間道夫）

## 放送リスト
| 邦題                                            | 原題                               | 日本放映日     | 米国放映日     |
| ----------------------------------------------- | ---------------------------------- | -------------- | -------------- |
| 宇宙船なぞの不時着                              | The Crash                          | 1969年10月4日  | 1968年9月22日  |
| 野ねずみの襲撃                                  | The Weird World                    | 1969年10月11日 | 1968年12月22日 |
| 巨人のわなをブッ飛ばせ                          | The Trap                           | 1969年10月18日 | 1968年11月24日 |
| 20メートルのでっかい少女/巨人の少女（再放送時） | The Bounty Hunter                  | 1969年10月25日 | 1969年1月19日  |
| カッコいい女スパイ                              | The Golden Cage                    | 1969年11月1日  | 1968年12月29日 |
| 大男ブッ倒し作戦                                | The Lost Ones                      | 1969年11月8日  | 1969年1月5日   |
| 危機一髪の宇宙船                                | Manhunt                            | 1969年11月15日 | 1968年11月17日 |
| でっかいカメラが謎をとく                        | Framed                             | 1969年11月22日 | 1968年10月6日  |
| でっかい医者と小さな患者                        | The Creed                          | 1969年11月29日 | 1968年12月1日  |
| イオン燃料大爆発                                | The Flight Plan                    | 1969年12月6日  | 1968年11月10日 |
| 恐怖の人間小包                                  | Underground                        | 1969年12月13日 | 1968年10月20日 |
| 一つ目のルビー泥棒                              | Double-Cross                       | 1969年12月20日 | 1968年12月8日  |
| 地球が見えた謎のメガネ                          | On a Clear Night You Can See Earth | 1969年12月27日 | 1969年1月26日  |
| 地球の町はこわい町                              | Ghost Town                         | 1970年1月3日   | 1968年9月29日  |
| 通信機の秘密を守れ！                            | Brainwash                          | 1970年1月10日  | 1969年1月12日  |
| 見せものにされてたまるか！                      | Terror-Go-Round                    | 1970年1月17日  | 1968年11月3日  |
| 橋を爆破したのは誰だ！                          | Sabotage                           | 1970年1月24日  | 1969年3月30日  |
| でっかくなる薬に手を出すな！                    | Genius at Work                     | 1970年1月31日  | 1969年3月9日   |
| 敵の探知機がねらってる！                        | Deadly Loadstone                   | 1970年2月7日   | 1969年2月2日   |
| 仲間が焼き殺されるぞ！                          | The Night of Thrombeldinbar        | 1970年2月14日  | 1969年2月16日  |
| 動物園から逃げ出せ！                            | Seven Little Indians               | 1970年2月21日  | 1969年2月23日  |
| 地球に針路をとれ！                              | Target：Earth                      | 1970年2月28日  | 1969年3月2日   |
| 巨人の子供を救い出せ！                          | Rescue                             | 1970年3月7日   | 1969年3月23日  |
| 幽霊屋敷の秘密をさぐれ！                        | Return of Indu                     | 1970年3月14日  | 1969年3月16日  |
| 救いの神は貝がらだ！                            | Shell Game                         | 1970年3月21日  | 1969年4月13日  |
| にせ札造りを追え！                              | The Chase                          | 1970年3月28日  | 1969年4月20日  |

| 原題                     | 米国放映日     |
| ------------------------ | -------------- |
| The Mechanican Man       | 1969年9月21日  |
| Six Hours to Live        | 1969年9月28日  |
| The Inside Rail          | 1969年10月5日  |
| Deadly Pawn              | 1969年10月12日 |
| The Unsuspected          | 1969年10月19日 |
| Giants and All That Jazz | 1969年10月26日 |
| Collector's Item         | 1969年11月2日  |
| Every Dog Needs a Boy    | 1969年11月9日  |
| Chamber of Fear          | 1969年11月16日 |
| Comeback                 | 1969年11月23日 |
| The Clones               | 1969年11月30日 |
| A Place Called Earth     | 1969年12月7日  |
| Land of the Lost         | 1969年12月14日 |
| Home Sweet Home          | 1969年12月21日 |
| Our Man O'Reilly         | 1969年12月28日 |
| Nightmare                | 1970年1月4日   |
| Pay the Piper            | 1970年1月11日  |
| Secret City of Limbo     | 1970年1月18日  |
| Panic                    | 1970年1月25日  |
| The Deadly Dart          | 1970年2月1日   |
| Doomsday                 | 1970年2月15日  |
| A Small War              | 1970年2月22日  |
| The Marionettes          | 1970年3月1日   |
| Wild Journey             | 1970年3月8日   |
| Graveyard of Fools       | 1970年3月22日  |

## 小説化
- 「巨人の惑星（Land of the Giants :Flight of Fear :Authorized TV Adventure）」 ─ カール・H・ラスジュン（Carl Henry Rathjen）、訳：内田庶、角川文庫　1983年
- 「Land of the Giants」 Pyramid, September 1968; Murray Leinster
- 「Land of the Giants 2: The Hot Spot」 Pyramid, April 1969; Murray Leinster
- 「Land of the Giants 3: Unknown Danger」 Pyramid, September 1969; Murray Leinster